# Lumban Tonga
Lumban Tonga is een bestuurslaag in het regentschap Tapanuli Utara van de provincie Noord-Sumatra, Indonesië. Lumban Tonga telt 613 inwoners (volkstelling 2010).